# Smrtící úder
Smrtící úder (v anglickém originále Killshot) je americký filmový thriller, který natočil John Madden podle scénáře Hosseina Aminiho. Byl inspirován knihu Killshot spisovatele Elmora Leonarda z roku 1989. Film se odehrává v kriminálním prostředí. Originální hudbu k filmu složil německý hudební skladatel Klaus Badelt a jsou zde použity písně od dalších interpretů, mezi které patří Elvis Presley („It Hurts Me“), John Cale („Gun“) nebo Brian Setzer („Sixty Years“).